# Slovac
Slovac (en serbe cyrillique : Словац) est un village de Serbie situé dans la municipalité de Lajkovac, district de Kolubara. Au recensement de 2011, il comptait 270 habitants.

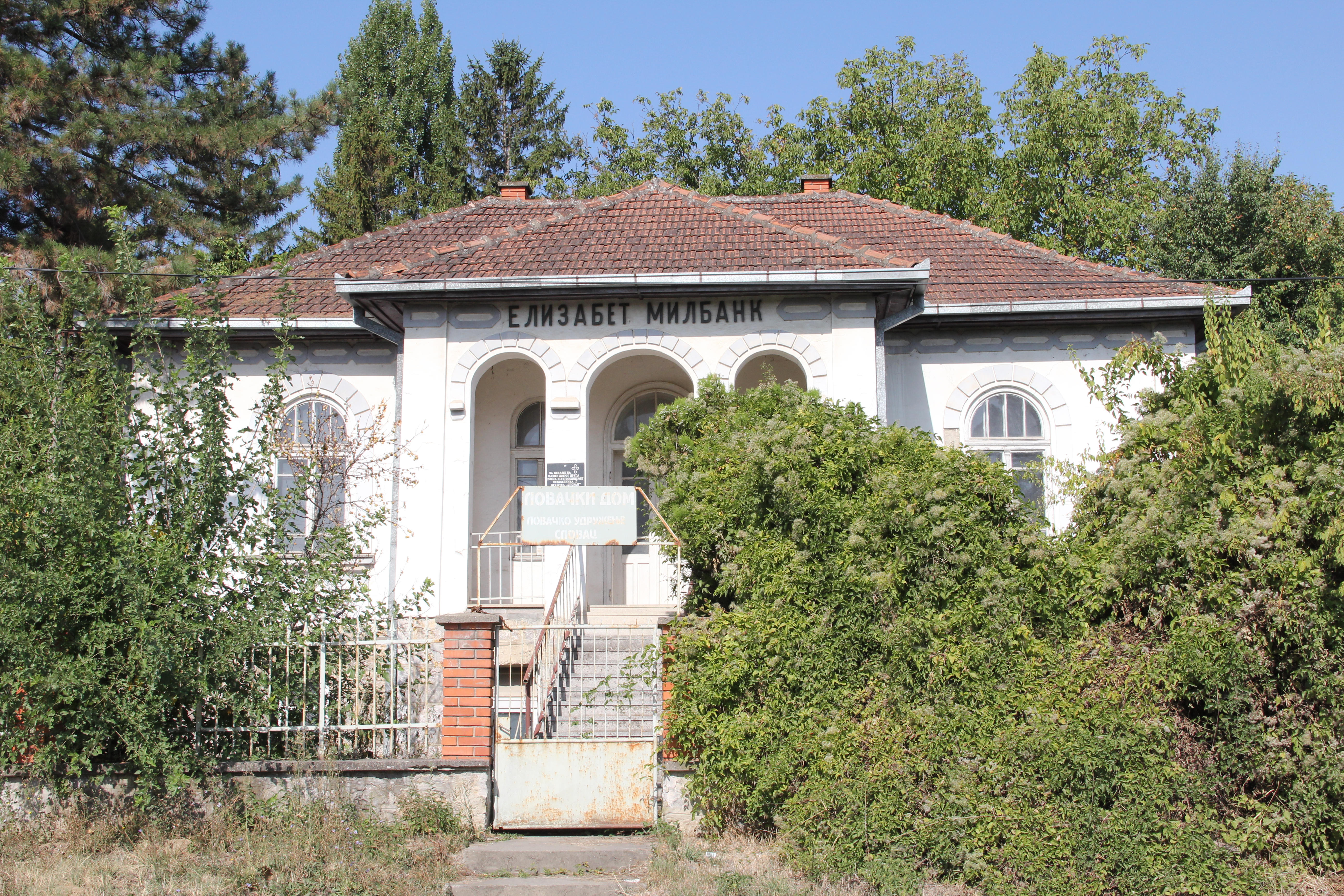
Slovac - maison Elizabet Mulbank
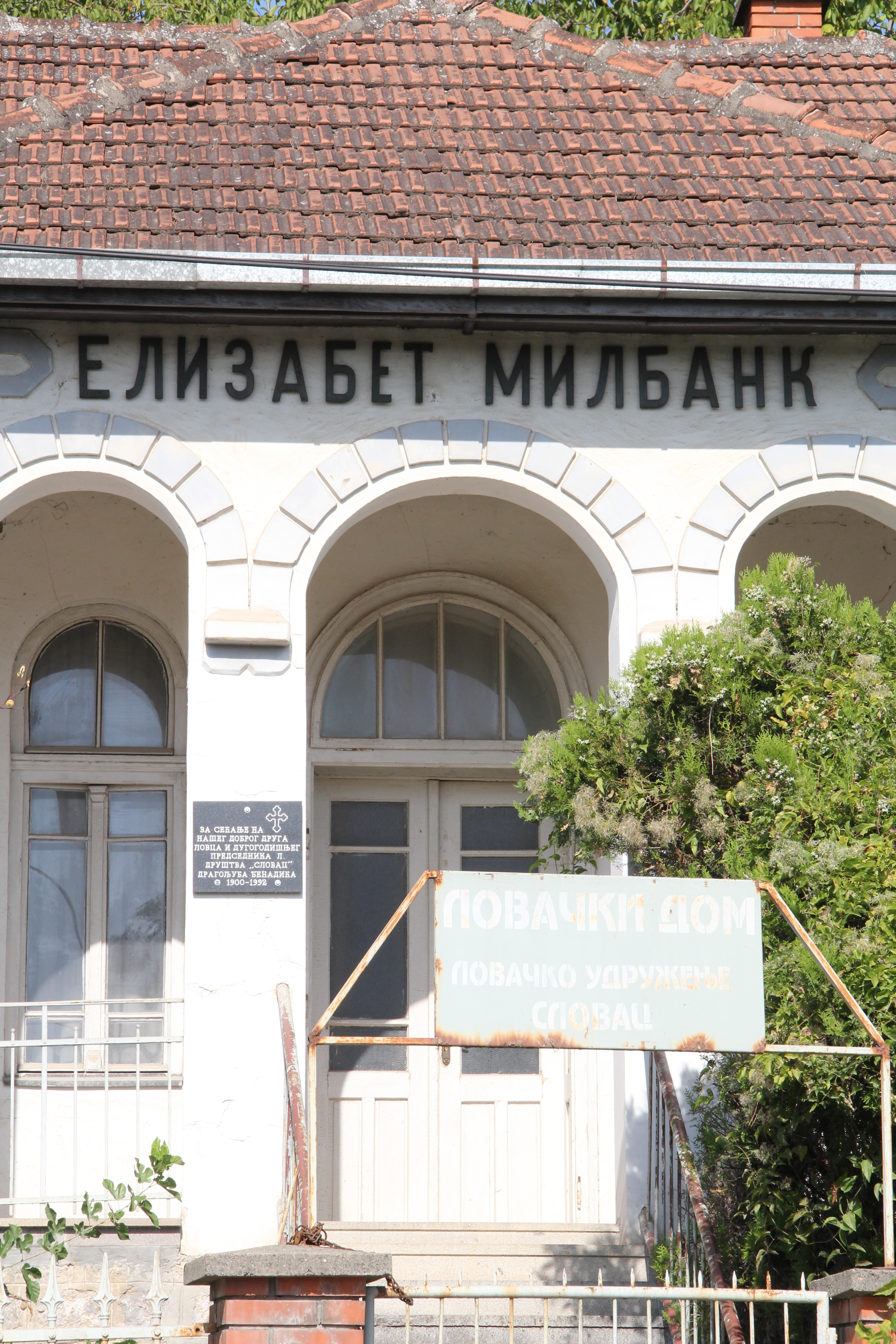
Slovac - maison Elizabet Mulbank
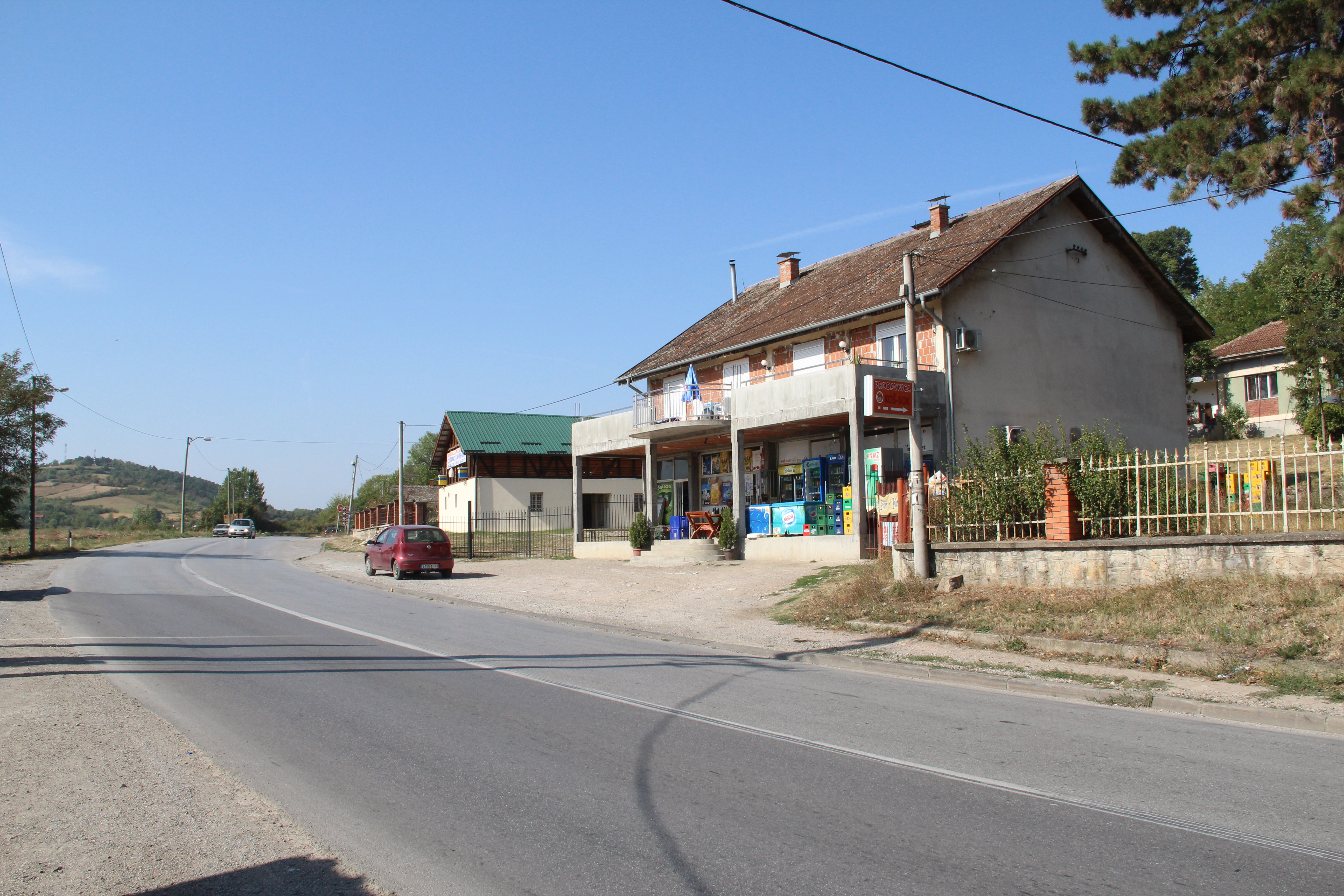
Slovac - Panorama
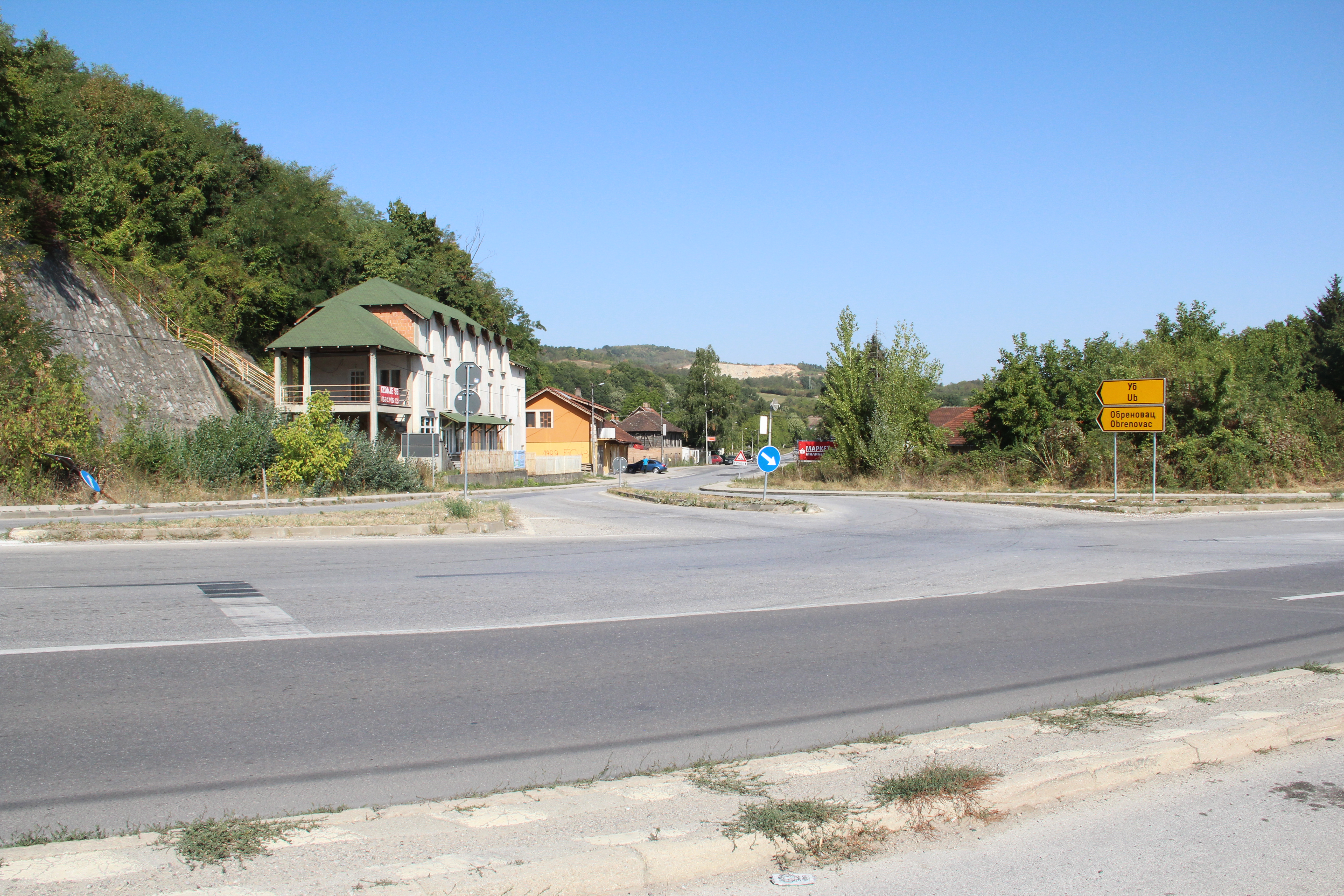
Slovac - carrefour
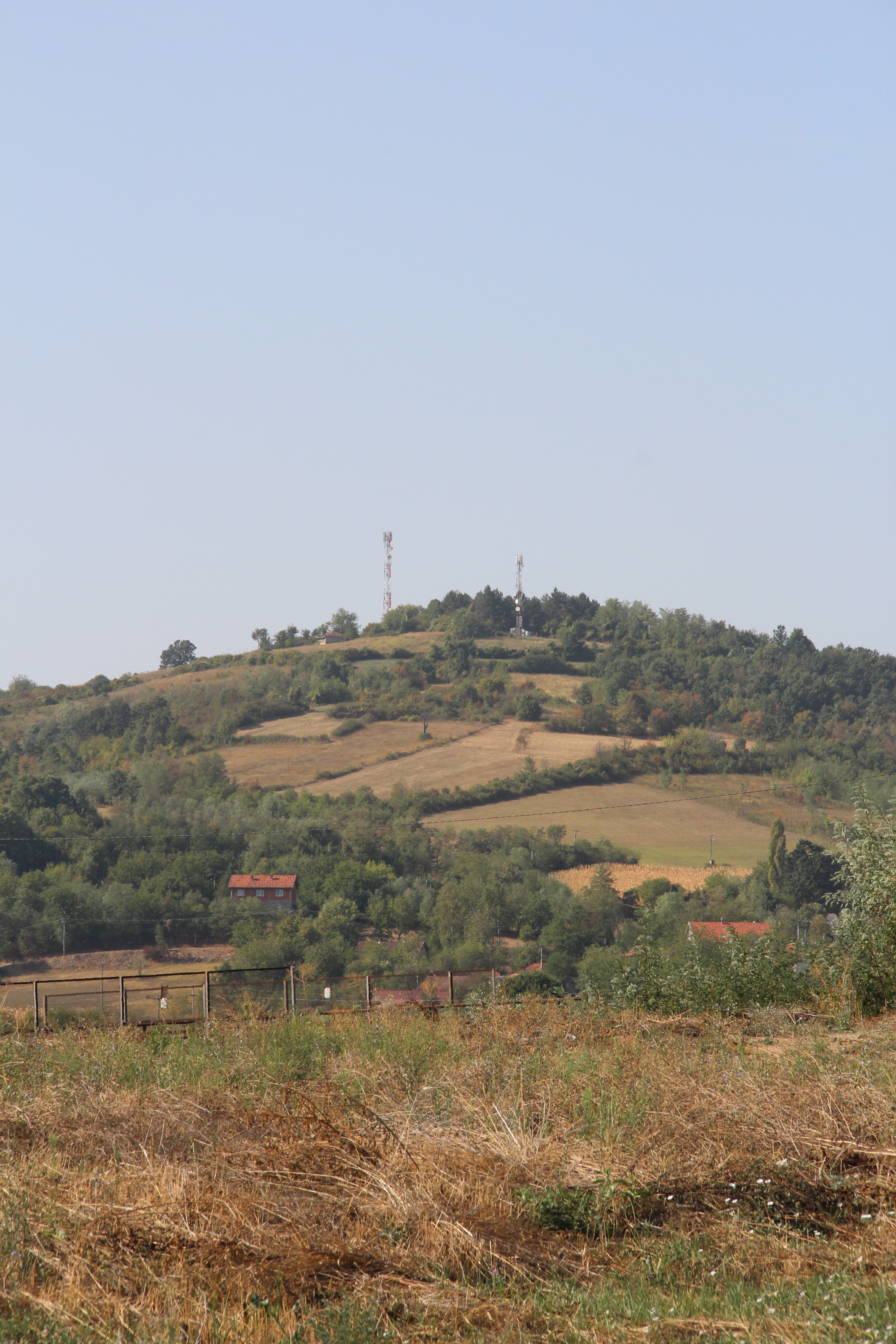
Slovac - Panorama
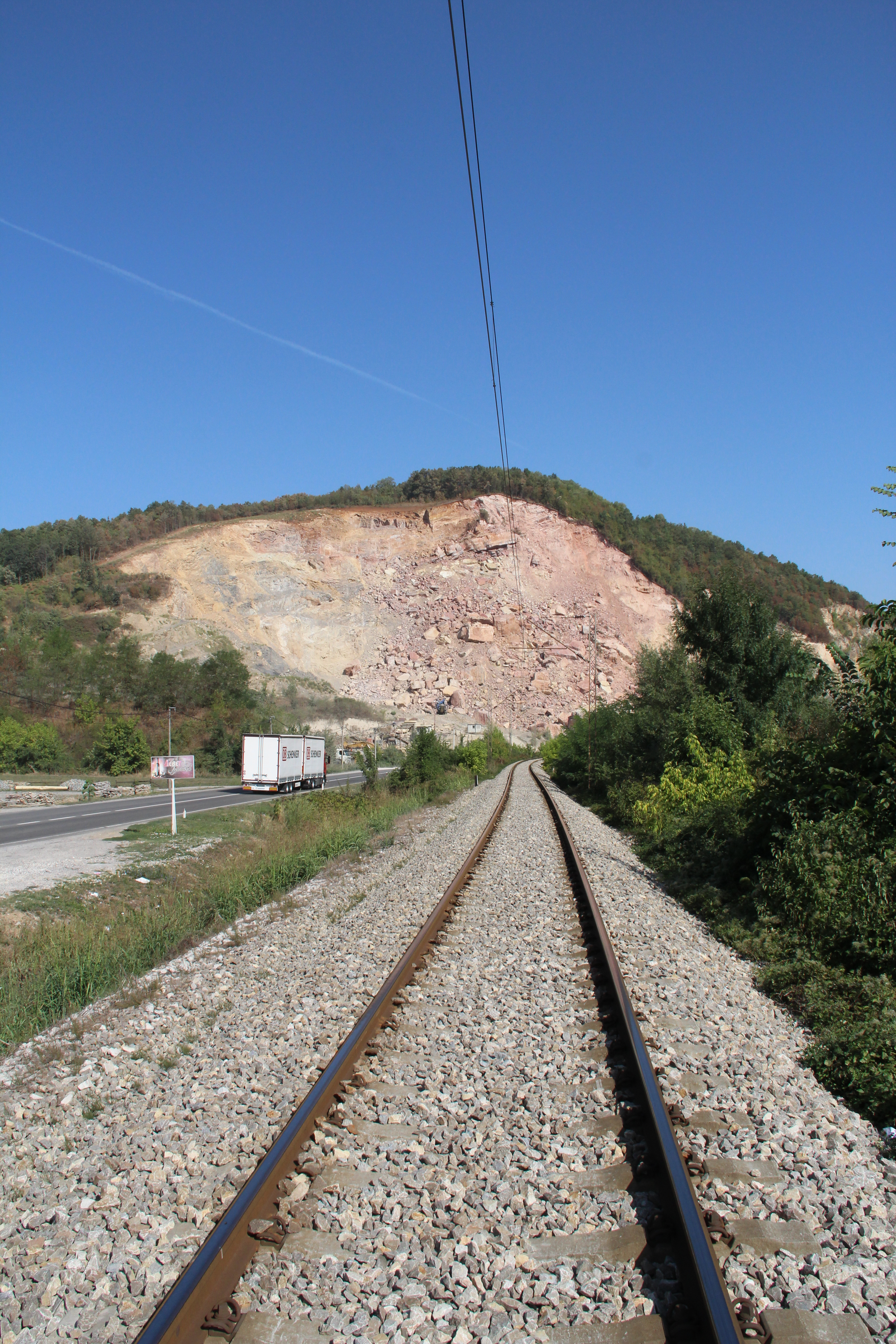
Slovac - carrière and bandes Belgrade - Bar
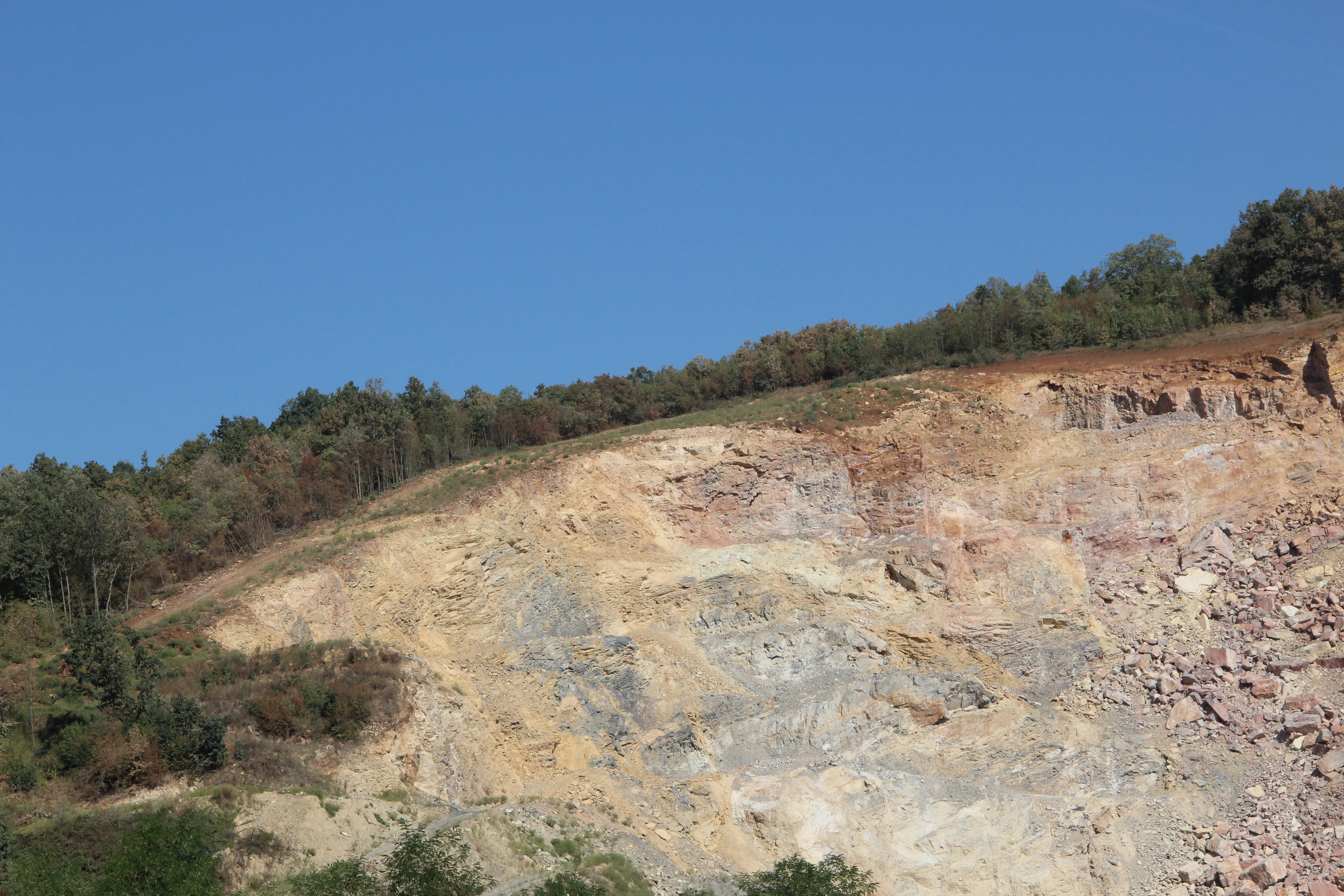
Slovac - site archéologique Jerinin grad

## Géographie
À Slovac, la Kolubara a creusé la gorge de Slovačka sutjeska, qui sépare la région de la haute Kolubara et la région de la basse Kolubara. La haute Kolubara constitue la plus grande partie de l'actuel district de Kolubara. 

## Démographie

### Évolution historique de la population
| 1948 | 1953 | 1961 | 1971 | 1981 | 1991 | 2002 | 2011 |
| ---- | ---- | ---- | ---- | ---- | ---- | ---- | ---- |
| 449  | 449  | 460  | 391  | 378  | 314  | 307  | 270  |

|  |